# 214 aC
El 214 aC va ser un any del calendari romà prejulià. A la República i a l'Imperi Romà es coneixia com l'Any del Consolat de Berrugós i Marcel (o també any 540 Ab urbe condita). L'ús del nom «214 aC» per referir-se a aquest any es remunta a l'alta edat mitjana, quan el sistema Anno Domini va ser el mètode de numeració dels anys més comú a Europa.

## Esdeveniments

### Antiga Grècia
- Inici de la primera Guerra Macedònica (214 aC-205 aC), entre el regne de Macedònia i la República Romana, quan Filip V de Macedònia decideix participar en la Segona Guerra Púnica en suport de Cartago.[2]
- Filip V de Macedònia porta la flota a la mar Adriàtica i ocupa la ciutat d'Òric mentre assetja Apol·lònia d'Il·líria, però s'ha de retirar quan apareix una flota dirigida per Marc Valeri Leví. Destrueix les seves naus per no deixar-les en mans del romans i es retira per terra. Fa una expedició a Il·líria que fracassa. La mort de Demetri de Faros, enviat pel rei a Messènia per ocupar la fortalesa d'Itome, no el dissuadeix dels seus projectes en aquell territori.[3][4]
- Rodes derrota Bizanci en una batalla naval i l'obliga a abolir les taxes comercials com a condició per a la pau.[5]

### Sicília
- Dinòmenes, membre de la guàrdia, assassina al tirà de Siracusa Jerònim, quan aquest, amb 15.000 homes, marxava contra la ciutat de Leontins.[6]
- Andranòdoros, gendre de Hieró II i guardià de Jerònim, després del seu assassinat s'apodera de la ciutadella i de les principals fortaleses per assolir el poder, però davant de les dificultats, el 213 aC va renunciar.[7]

### Antiga Roma
- Aquest any són elegits cònsols Quint Fabi Màxim Berrugós i Marc Claudi Marcel.[8]
- Claudi Marcel rebutja per tercera vegada un atac cartaginès a Nola (tercera batalla de Nola) i quan els púnics marxen al sud contra Tàrent, aprofita per assetjar Casilínum, on la guarnició cartaginesa capitula per tal de salvar la vida que els garanteix Fabi Màxim Berrugós. Marcel no respecta l'acord i els fa matar a tots. Berrugós només en salva 50, als que deixa escapar.[9]
- Màxim Berrugós fa una incursió al Sàmnium i reconquereix Casilínum.[10]
- Marcel rep del Senat l'ordre d'anar a Sicília. Arriba i es troba que la mort de Jerònim de Siracusa, favorable als romans, porta al poder al partit cartaginès. Primer amb Andranòdoros (que aviat va passar al camp romà) i després amb Epícides i Hipòcrates. Marcel tracta de negociar, envia ambaixadors a la ciutat demanant el desterrament dels dos caps favorables a Cartago, que marxen a Leontins, ciutat que els romans ocupen i on duen a terme sagnants represàlies i maten 2.000 desertors romans. Aquests fets aixequen als siracusans contra Roma, i s'uneixen a Hipòcrates i Epícides que ara eren a Erbessos i que recuperen el poder.[11][12]
- Tiberi Semproni Grac, cònsol l'any anterior (215 aC) és enviat pel Senat a la Pulla, però Quint Fabi Màxim Berrugós l'envia a Benevent. Allà hi arriba Hannó amb un fort exèrcit procedent del Brútium, però Grac ja havia ocupat la ciutat. Hannó estableix el seu campament al riu Cator i assola el territori.[13]

### Antiga Xina
- Qin Shi Huangdi envaeix el Vietnam. També inicia la construcció del Canal de Lingqu.[14]

## Necrològiques
- Jerònim de Siracusa, tirà, mor assassinat per una conspiració dirigida per Dinòmenes. Portava uns tretze mesos al poder.[15]
- Demetri de Faros, assassinat quan intentava prendre Messene.[16]